# アーロン・スレガーズ
- アーロン・スレガース

アーロン・アラン・スレガーズ (Aaron Allan Slegers, 1992年9月4日 - )は、アメリカ合衆国カリフォルニア州ロングビーチ出身の元プロ野球選手（投手）。右投右打。

## 経歴

### プロ入りとツインズ時代
2013年のMLBドラフト5巡目（全体140位）でミネソタ・ツインズから指名され、プロ入り。傘下のアパラチアンリーグのルーキー級エリザベストン・ツインズでプロデビューし、9試合に登板して0勝0敗、防御率0.47、18奪三振を記録した。
2014年はA級シーダーラピッズ・カーネルズで開幕を迎え、シーズン途中にA+級フォートマイヤーズ・ミラクルに昇格。2チーム合計で23試合に先発登板して9勝8敗、防御率4.35、102奪三振を記録した。
2015年はA+級フォートマイヤーズで開幕を迎え、8月にAA級チャタヌーガ・ルックアウツに昇格。2チーム合計で25試合に先発登板して9勝10敗、防御率3.35、104奪三振を記録した。
2016年はAA級チャタヌーガで25試合に先発登板して10勝7敗、防御率3.41、104奪三振を記録した。
2017年はスプリングトレーニングに招待選手として参加した。シーズンではAAA級ロチェスター・レッドウイングスで開幕を迎え、8月17日にメジャーに昇格。同日のクリーブランド・インディアンス戦でメジャーデビューを果たしたが、翌日にAAA級ロチェスターに送られた。その後、9月4日に再びメジャーに昇格した。この年はメジャーで4試合（先発3試合）に登板して0勝1敗、防御率6.46、9奪三振を記録した。
2018年7月5日のボルチモア・オリオールズ戦でメジャー初勝利を記録した。この年はメジャーで4試合 (先発2試合) に登板して1勝1敗、防御率5.27、6奪三振を記録した。
2019年1月3日にDFAとなった。

### レイズ時代

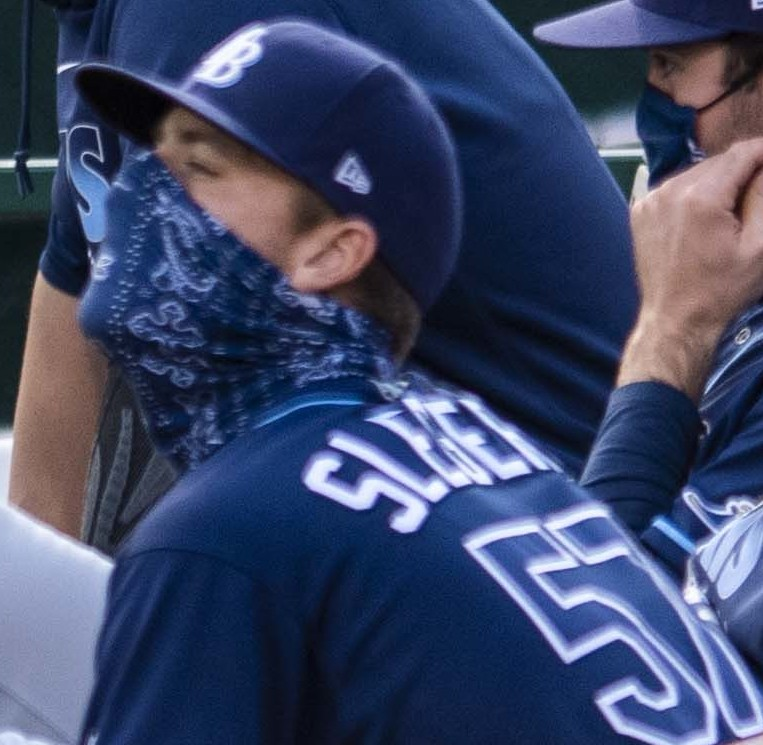
タンパベイ・レイズ時代
(2020年9月8日)

2019年1月19日にウェイバー公示を経てピッツバーグ・パイレーツへ移籍したが、3月28日にメルキー・カブレラ、フランシスコ・リリアーノ、J.B.シャックのメジャー契約に伴ってDFAとなり、30日に金銭とのトレードでタンパベイ・レイズへ移籍した。シーズンでは傘下のAAA級ダーラム・ブルズで開幕を迎えたが、5月16日にDFAとなり、21日にマイナー契約となった。その後、8月21日にメジャー契約を結んでアクティブ・ロースター入りし、1試合に登板したが、9月2日に再びDFAとなり、10月1日に自由契約となった。
その後、2020年1月13日にレイズとマイナー契約を結んだ。8月12日にメジャー契約を結んでアクティブ・ロースター入りした。この年はメジャーで11試合（先発1試合）に登板して2セーブ、防御率3.46、19奪三振を記録した。

### エンゼルス時代
2021年2月8日に後日発表選手または金銭とのトレードで、ロサンゼルス・エンゼルスへ移籍した。8月28日に40人枠から外れてマイナー契約となり、翌29日にFAとなった。

### レイズ傘下時代
2021年8月31日にレイズと2年間のマイナー契約を結んだ。
2023年1月23日に現役引退を表明した。

## 詳細情報

### 年度別投手成績
| 年 度    | 球 団    | 登 板 | 先 発 | 完 投 | 完 封 | 無 四 球 | 勝 利 | 敗 戦 | セ 丨 ブ | ホ 丨 ル ド | 勝 率 | 打 者 | 投 球 回 | 被 安 打 | 被 本 塁 打 | 与 四 球 | 敬 遠 | 与 死 球 | 奪 三 振 | 暴 投 | ボ 丨 ク | 失 点 | 自 責 点 | 防 御 率 | W H I P |
| -------- | -------- | ----- | ----- | ----- | ----- | -------- | ----- | ----- | -------- | ----------- | ----- | ----- | -------- | -------- | ----------- | -------- | ----- | -------- | -------- | ----- | -------- | ----- | -------- | -------- | ------- |
| 2017     | MIN      | 4     | 3     | 0     | 0     | 0        | 0     | 1     | 0        | 0           | .000  | 63    | 15.1     | 12       | 3           | 6        | 0     | 0        | 9        | 0     | 0        | 12    | 11       | 6.46     | 1.17    |
| 2018     | MIN      | 4     | 2     | 0     | 0     | 0        | 1     | 1     | 0        | 0           | .500  | 60    | 13.2     | 17       | 3           | 2        | 0     | 1        | 6        | 0     | 0        | 8     | 8        | 5.27     | 1.39    |
| 2019     | TB       | 1     | 0     | 0     | 0     | 0        | 0     | 0     | 1        | 0           | ----  | 12    | 3.0      | 3        | 1           | 0        | 0     | 1        | 0        | 0     | 0        | 1     | 1        | 3.00     | 1.00    |
| 2020     | TB       | 11    | 1     | 0     | 0     | 0        | 0     | 0     | 2        | 2           | ----  | 101   | 26.0     | 18       | 1           | 5        | 2     | 2        | 19       | 0     | 0        | 10    | 10       | 3.46     | 0.88    |
| 2021     | LAA      | 29    | 0     | 0     | 0     | 0        | 2     | 2     | 0        | 2           | .500  | 149   | 31.0     | 43       | 6           | 15       | 0     | 1        | 25       | 1     | 0        | 24    | 24       | 6.97     | 1.87    |
| MLB：5年 | MLB：5年 | 49    | 6     | 0     | 0     | 0        | 3     | 4     | 3        | 4           | .429  | 385   | 89.0     | 93       | 14          | 28       | 2     | 5        | 59       | 1     | 0        | 55    | 54       | 5.46     | 1.36    |

- 2021年度シーズン終了時

### 背番号
- 50（2017年 - 2018年）
- 57（2019年 - 2021年）